# Elan
Elanul (Alces alces, denumit și plotun) este un mamifer sălbatic, fiind cel mai mare reprezentant al familiei cerbilor. El se distinge prin marile coarne palmate pe care le poartă masculii.
Sunt descrise mai multe subspecii de elan:
- Alces alces alces
- Alces alces pfizenmayeri
- Alces alces americana
- Alces alces andersoni
- Alces alces shirasi
- Alces alces gigas
- Alces alces caucasicus (disparută)

## Habitatul
Elanul trăiește în pădurile din emisfera nordică, în zona temperată și subarctică, acoperind un areal ce cuprinde Scandinavia, Siberia și jumătatea nordică a Americii de Nord.

## Caracteristici fizice

### Coarnele
Coarnele masculului răsar ca niște raze cilindrice din care ies in fiecare parte prelungiri în unghi drept, aplatizate până la mijlocul craniului, care apoi se divid ca o furculiță.
.

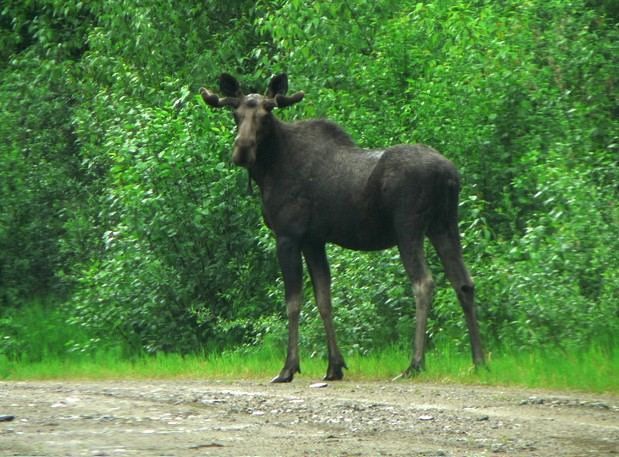
Elan mascul din Columbia Britanică, cu coarne în curs de creștere

Elanul din Scandinavia are coarnele mai simple, care seamănă cu cele ale elanilor din Siberia.
Elanul nord-american (Alces alces americanus) are coarnele mai palmate decat elanii din Eurasia. 
Subspecia din Alaska  (Alces alces gigas), atinge dimensiunile cele mai impozante: o înalțime până la 2.1m și o distanță între coarne până la 1.8 m.
Masculii își pierd coarnele toamna târziu, după sezonul de rut. O nouă pereche de coarne va crește primavara .
Creșterea coarnelor durează între trei și cinci luni. Ele se numără printre organele cu cea mai rapidă creștere din lumea animală. Inițial au un strat de piele ce se descuamează când coarnele ajung spre dimensiunea maximă.
Dacă masculul este castrat, își va pierde coarnele pe care le posedă și îi vor crește o nouă pereche de coarne atipice, deformate, pe care le va purta tot restul vieții.

## Mărimea și greutatea medie

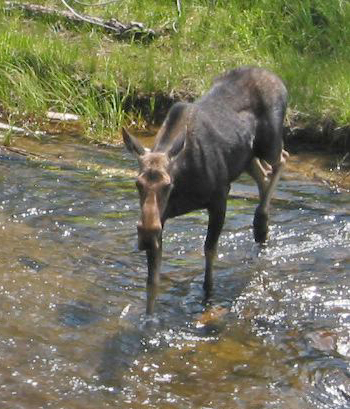
Elan traversând un râu

În medie, un adult are între 1.8–2 m înălțime la umărul anterior .
Masculii cântăresc între 380–535 kg iar femelele între 270–360 kg.

## Dușmanii naturali
Un elan adult are puțini inamici, dar o haită de lupi poate fi o amenințare, în special pentru femelele cu pui. Tigrul siberian și ursul grizzly sunt cunoscuți ca dușmani naturali ai elanului, cu toate că urșii  mai frecvent fură elanii uciși de lupi, decât să-i vâneze ei înșiși.

## Carnea ca aliment
Elanul este vânat în toate țările unde trăiește în mod natural.  
Henry David Thoreau în “The Maine Woods”, descrie gustul cărnii de elan „asemănător cu cel de vită, dar mai aromat; uneori ca vițelul”. În timp ce carnea are un conținut de proteine asemănător altor sortimente de carne roșie (de exemplu vită, cerb și ren), conținutul de grăsimi este scăzut, iar grăsimile existente sunt majoritar nesaturate.
În Finlanda s-a descoperit că cei care consumă organe de elan, în special ficat și rinichi, prezintă un nivel crescut de cadmiu în sânge. În timp ce carnea de elan contribuie foarte puțin la creșterea cantității de cadmiu din organism , consumul de ficat și rinichi cresc semnificativ nivelul de cadmiu, marii consumatori ai acestor organe fiind expuși la toxicitatea acestui metal greu.

## Istorie
Picturile pe stânci și cele rupestre demonstrează ca elanul era vânat în Europa încă din Epoca de Piatră. Săpăturile arheologice de la Alby, Suedia lângă Stora Alvaret au dezgropat coarne de elan în rămășițele unei locuințe de lemn datată 6000 î.C. În nordul Scandinaviei se mai pot găsi urme ale gropilor-capcană folosite la vânarea elanilor. Aceste gropi, cu dimensiuni medii de 4 x 7 m și adâncime de 2 m, erau camuflate cu ramuri și frunze și erau grupate, suprapunându-se cu zonele intens frecventate de elani.În Norvegia au fost descoperite astfel de gropi datând din jurul anului 3700 î.C.
La începutul secolului al XVI-lea, oficialitățile norvegiene au interzis acest mod de vânătoare, dar pe ascuns a fost folosit până în secolul al XIX-lea.
Prima descriere a renului îi apartine lui Iuliu Cæsar, în Commentarii de Bello Gallico, unde îl numește 'alces'.
În capitolul 16 al 'Istoriei Naturale' Plinius cel Bătrân în anul 77 A.D. descrie elanul, numindu-l 'achlis'.

## Domesticirea
Domesticirea elanului a fost încercată în U.R.S.S în perioada interbelică. Primele experimente au fost neconcludente, dar prin înființarea unei ferme de elani la Pechora-Ilych în 1949 a fost creat un program, la scară mică, de domesticire, implicând cercetări de selecție a animalelor pe baza caracteristicilor individuale. Din 1963, programul a continuat la ferma de elani de la Kostroma, care deținea un număr de 33 elani domestici în 2003.

## Elanul în cultura populară
- Elanul este considerat animalul național al Suediei și Norvegiei. În ambele țări este numit Regele pădurilor, probabil din cauza formei coarnelor care aduce vag cu o coroană.
  - Câteva municipalități norvegiene au reprezentați elani pe steme: Aremark, Namsos, Namsskogan, Ringsaker, Tynset.
- Cel mai mare elan din lume, Stoorn, va fi o statuie de 45 m înălțime ce va fi construită în Suedia, pentru scopuri turistice și publicitare.[14]
- În S.U.A. elanul este animalul simbol al statelor Maine și Alaska. Și statul New Hampshire este renumit pentru marea populație de elani.
- O statuie din bronz a unui elan împodobește vechea piață principală a orașului Moncergosk, din regiunea Murmansk, Rusia.
- În2000, 326 de statui de elani au fost ridicate în Toronto, Canada de peste 500 de artiști locali ca făcând parte din "Moose in the City" (Elanul în oraș) și expuse prin oraș. Statuile au fost vândute iar banii obținuți au fost dați unor organizații și proiecte caritabile.
- Președinte al Statelor Unite ale Americii Theodore Roosevelt vorbea despre comportamentul ciudat al elanului în perioada împerecherii, când a spus "Sunt puternic ca un elan." De aceea, petrecerea progresivă a lui Roosvelt a fost numită și Petrecerea elanului.
- În cultura vestică, elanul este pezentat ca un laconic și cu bune maniare dar nici chiar foarte deștept.
- Încă un exemplu este Lumpy, desenul animat pe internet "Happy Tree Friends".
- In sportsbetting, a "moose" is said to occur when something highly unlikely or improbable occurs thereby "moosing" everyone that appeared to have the winning bet.  Typically, a "moose" takes place near the end of a sporting event.
- În poker, la o pierdere sau la un jucător fără experiență se face refererire prin "elan".
- The quest to see (and possibly catch) moose or 'meese'* is a recurring theme in The Tent Dwellers, by Albert Bigelow Paine.
- În emisiunea Cartoon Network, Tabăra Lazlo, unul din personajele principale, Maestrul Lumpus este un elan.

## Accidente rutiere și semne de avertizare

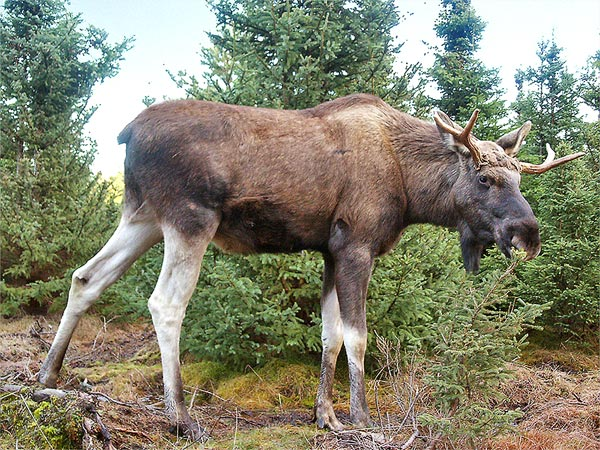
Elan tânăr din parcul de elani Grönåsen, Suedia

Structura corpului elanului, cu un corp masiv și picioare lungi, face aceste animale periculoase în cazul implicării lor în coliziuni cu autovehicule. Astfel de coliziuni sunt adesea fatale pentru ambele părți implicate. Acest lucru a dus la dezvoltarea unui test auto cunoscut ca "testul elanului" (Älgtest în suedeză, Elchtest în germană. Termenul a fost propus de revista auto suedeză "Teknikens värld" pentru a denumi un test în care mașina testată trebuie sa facă o curba în forma de S strâns, cu viteză mare. Termenul testul elanului a devenit cunoscut mai ales când modelul Mercedes A-klasse a căzut acest test. Reporterii de specialitate din Germania au minimalizat relevanța acestui test dar autorii testului au replicat că acest tip de manevră e important în încercarea de a evita coliziunea cu un elan. Înainte de acest incident testul se numea simplu manevra de evitare  dar apoi termenul de testul elanului s-a răspândit rapid in presa germana și ulterior în cea mondială.
În general impactul elanului cu un autoturism rupe picioarele animalului. Corpul elanului sparge parbrizul iar airbagurile nu se deschid decât parțial, cu repercusiuni dezastruoase asupra ocupanților 
Semne de atenționare sunt larg folosite în regiunile cu populație mare de elani. Popularitatea lor foarte mare a dus chiar la cazuri de demontarea lor de către unii turiști pentru a le colecta ca suveniruri, fapt extrem de grav, pedepsit de lege. Imagini ale acestor semne sunt reprezentate și pe căni de cafea, tricouri, cărți poștale, port-chei etc.
Pe continentul american coliziunile cu elani sunt mai frecvente în provincia canadiană New Brunswick, chiar dacă autostrăzile mai noi au culoare de trecere a acestor animale.

Semn rutier de atenționare în Suedia
Semn rutier de atenționare în Finlanda
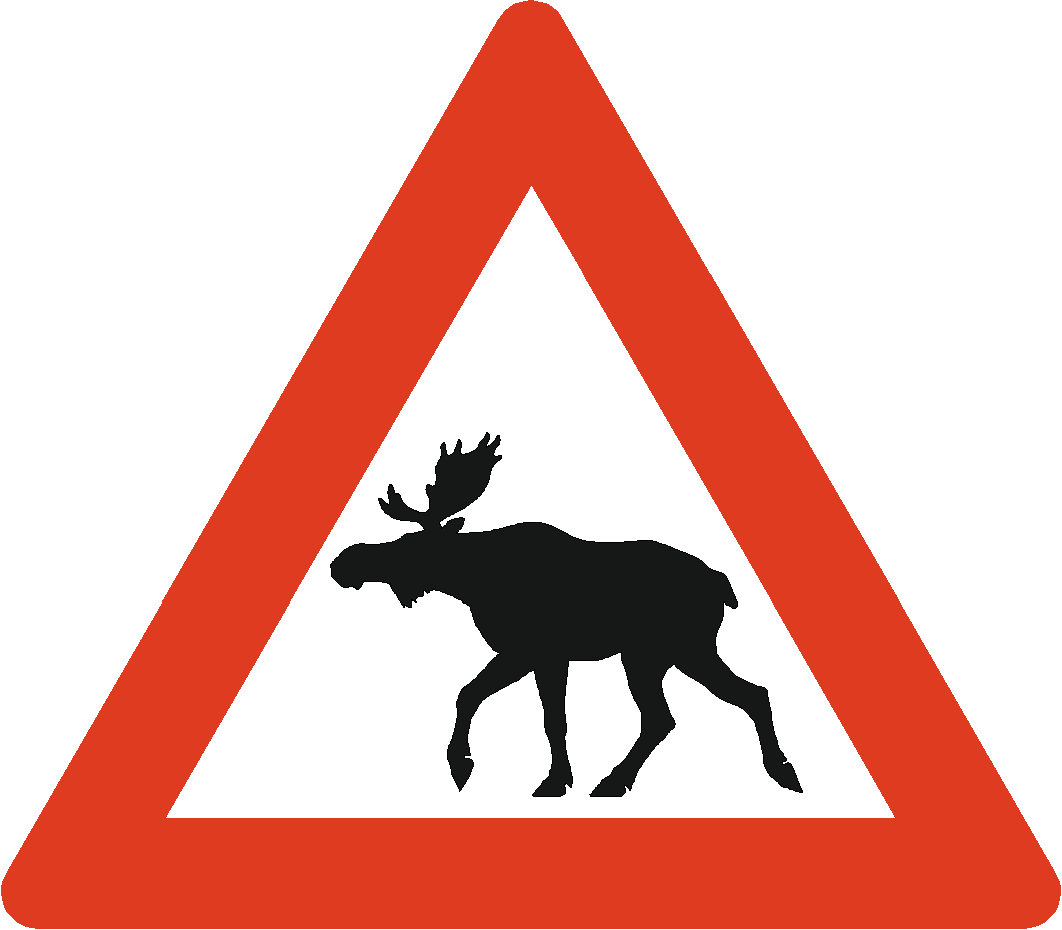
Semn rutier de atenționare în Norvegia
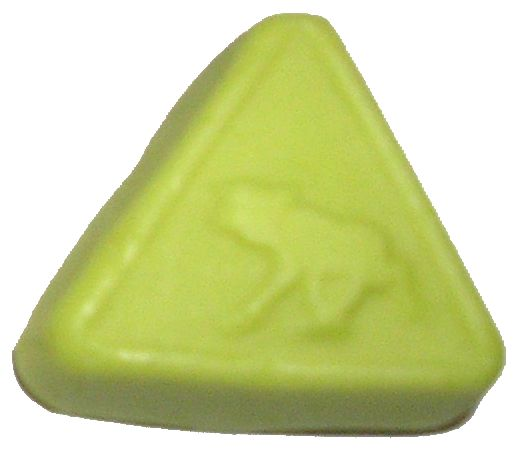
Dulciuri suedeze
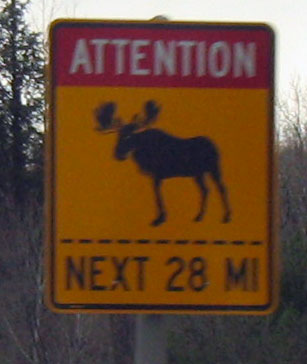
Semn rutier de atenționare în Maine, SUA
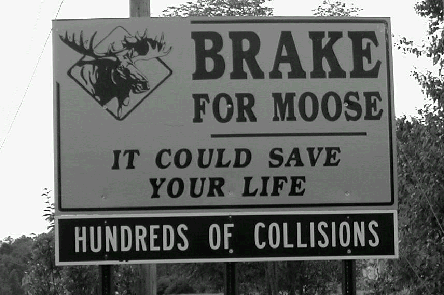
Semn rutier de atenționare în  New Hampshire, SUA